# رادهي (فلم 2021)
رادهي (بالإنجليزية: Radhe) هو فيلم أكشن وإثارة هندي صدر عام 2021، من إخراج برابهو ديفا، وإنتاج سلمان خان، وسهيل خان، وأتول أغنيهوتري، واستوديوهات زي. إنه نسخة جديدة للفيلم الكوري الجنوبي مدينة الجريمة لعام 2017.   وهو من بطولة سلمان خان، وديشا باتاني، ورانديب هودا، وجاكي شروف.
كان من المقرر أصلاً عرض فيلم رادهي بسينما في 22 مايو 2020، ولكن تم تأجيله إلى أجل غير مسمى بسبب جائحة كوفيد -19 . صدر الفيلم أخيرًا في 13 مايو 2021، بالتزامن مع عيد الفطر ،  كفيديو مميز حسب الطلب على زي عبر زي فايف في الهند.  على الرغم من أن فيلم رادهي تلقى آراء سلبية للغاية من النقاد والجمهور على حدٍ سواء، الذين انتقدوا القصة والسيناريو والإخراج وعدم الأصالة والمؤثرات البصرية . لقد أصبح نجاحًا كبيرًا عبر منصات بث الافلام عبر الانترنت . مع 4.2 مليون مشاهدة، أصبح الفيلم الأكثر مشاهدة عبر الإنترنت في يوم إصداره.

## القصة
رانا، رجل عصابات لا يرحم، ينتقل إلى مومباي لبدء تجارة المخدرات. يقتل رجلاً لأنه لم يعيد المال الذي اقترضه منه. الرجل شريك لمنصور بهاي. يبدأ رانا في بيع المخدرات ليس فقط لطلاب الجامعات ولكن لأطفال المدارس أيضًا. ونتيجة لذلك، انتحر 12 شخصًا خلال الأشهر الثلاثة الماضية بسبب إدمان المخدرات. أرسلت شرطة مومباي اثنين من كبار الضباط لإيقاف رانا لكن تم تخديرهما بشدة وقتلهما. قررت قوة الشرطة إرسال رادهي كضابط شرطة سري في القضية. يلتقي رادهي بعارضة الأزياء ديا أبهيانكار، ويقع في حبها. أخبرها رادهي أنها عارضة أزياء طموحة وأن اسمه بهولو. تقع ديا ببطء في حب رادهي. يكتشف رادهي من زملائه الضباط أن هناك عصابتين تعملان ضمن نطاق اختصاصهما. العصابة الأولى يقودها ديلاوار والعصابة الثانية يقودها داغدو دادا وكلا العصابتين في حالة حرب مع بعضهما البعض.
رادهي يهزم جميع الرجال في عصابة داغدو دادا. رادهي يعتقل أحد رجال دادا ويستجوبه ليخبره أن منصور شقيق ديلاوار يتاجر بالمخدرات. يذهب راد إلى منطقة ديلاوار ويهددهم بإحضار منصور له. يوافق ديلاوار لكن رادهي يعتقل ديلاوار. ويجعل ديلاوار ودادا يعقدان السلام مع بعضهما البعض. تتعاون رانا مع منصور ويجذبان ديلاوار إليهما. رانا ورجاله يطعنون ديلاوار بوحشية حتى الموت. لاحقًا، اكتشف رادهي أن ديا هي أخت ضابط رفيع أفيناش أبهيانكار. أفيناش يوافق على علاقتهما. رانا وحراسه يقتلون أعضاء عصابة دادا. في اليومين التاليين، تبيع عصابة رانا المزيد من المخدرات. يحصل رادهي على معلومات تفيد بأن رانا وعصابته سيذهبون إلى الحانة. يذهب رادهي إلى الحانة ويتقاتل مع رانا. يتعرض رادهي للضرب على يد رانا وعصابته ويهربون عند وصول الشرطة.
تكتشف ديا أن رادهي ضابط شرطة وتعترف له بحبها. رادهي يعتقل منصور ويقنعه بالانضمام إلى جانبه. يقوم رادهي بضرب عصابة رانا بمساعدة داجدو لكن أحدهم يهرب ويبلغ رانا. ليقوم رانا بقتل دجدو من أجل الانتقام. بعد هذه الاحداث يتم ابعاد رادهي عن القضية لانه غير كفء ويتم تسليم القضية إلى ضابط آخر. ليقوم رادهي بأكمال العمل على القضية سرًا بمساعدة الضابط أفيناش، يواصل عمله. في هذه الأثناء، في الوقت نفسه، يلتقي أحد حراس رانا، الذي تم اعتقاله، مع ضابطين شرطة. يتفقون على صفقة؛ حيث سيسمح للحارس بالهروب إذا قدم لهم المخدرات. يوافق الحارس على الصفقة. يتبين أن الضابطين قد تم استئجارهما من قبل رادهي كخدعة. يلتقي حارس رانا بالضابطين لاحقًا ويتم القبض عليه من قبل رادهي. ليكتشف رانا أن منصور يعمل مع رادهي ويقتله.
رادهي يطلب المساعدة من طلاب المدارس. يقبلون ويبدأون في التقاط صور لعصابة رانا مع الأشخاص الذين يشترون المخدرات، ليقوم رادهي مع زملائه من ضباط الشرطة باعتقالهم جميعًا. فيما بعد تم القبض على أحد ضباط الشرطة يدعى نيكيشا من قبل رانا. ليحاول رانا قتل الضابط لكن رادهي ينقذه. يهرب رانا ويطارده رادهي لكنه يستطيع الهرب. في اليوم التالي هرب بعض الاشخاص من عصابة رانا الذين تم القبض عليهم. ليقوم رادهي بقتل معظمهم باستثناء أحدهم الذي استقل طائرة هليكوبتر مع رانا. يقوم رانا بتخطيط لهروبه عن مومباي وإنشاء تجارة مخدرات في مكان آخر. يقفز راد على المروحية ويقاتل رانا وحارسه. وبسبب قتالهم تحطمت المروحية وقتل حارس رانا. يصل أفيناش ويحاول قتل رانا لكن رانا يضرب أفيناش ويوشك على قتله. راد ينقذ أفيناش ويقتل رانا.

## طاقم التمثيل
- سلمان خان في دور رادهي، الحبيب لديا
- ديشا باتاني في دور ديا أبهيانكار، حبيبة رادي وأخت أفيناش
- رانديب هودا في دور رانا، الشخصية الرئيسية الشريرة
- جاكي شروف في دور أي سي بي سي أفيناش أبهيانكار في فرع الجريمة
- سودهانشو باندي في دور ديلوار
- ميغا أكاش في دور نيكيشا
- بهارات في دور المفتش سارفيش
- غوتام غولاتي في دور جيرجيت
- جوفيند نامديف في دور المفوض المشترك (العمليات) آي. جي. راميش باتيل
- برافين تاردي في دور داغدو دادا
- دارشان جاريوالا في دور وزير الداخلية
- سيدهارثا جادهاف في دور رانجيت مواني
- أرجون كانونغو في دور منصور
- إيهانا دهيلون في دور نسرين، زوجة منصور
- نوفال عظمير خان في دور رانفير
- شوار علي في دور فيبول شاه
- فيشواجيت برادهان في دور أي سي بي أرجون
- في جاي آندي في دور جاز، مصور فوتوغرافي
- كولفيندر واروال في دور مور كريشنا
- فيجاي سينغ في دور علي
- سانجاي تشيلتريم في دور لوتا
- آريان أرو را في دور سوميت
- سوميت تشاندرا في دور مراسل الأخبار
- شروتي بيشت في دور شقيقة سوميت
- بارفين كاور في دور والدة سوميت
- ميتانش لولا في دور أزان
- ميكي ماكهيجا في دور مفوض شرطة مومباي
- برافيش رانا في دور هيرالال
- شوبهانكار تريباثي في دور مانو
- كمال مالك في دور صاحب البناية
- نانسي جين في دور سايراه
- سليم بايج في دور نظام الدين
- أجاي سينغ في دور ضابط فرع الجريمة
- سانجيف شارما في دور ضابط فرع الجريمة

## الإنتاج

### ما قبل الإنتاج
في 18 أكتوبر 2019، كشف سلمان خان عن عنوان الفيلم باسم Radhe من خلال الملصق المتحرك لفيلم دابانغ 3 ؛ مؤكدًا أيضًا أنه إصدار عيد 2020.  

### طاقم التمثيل
تم تمثيل ديشا باتاني ورانديب هودا وجاكي شروف في أدوار محورية، الأولى في تعاونها الثاني مع خان بعد بهارات .  في نوفمبر 2019، تم الإبلاغ عن أن بهارات سرينيفاسان جزء من الفيلم؛   كما أكد غوتام جولاتي وجوده في الفيلم. 

### التصوير
بدأ التصوير الرئيسي للفيلم في  نوفمبر 2019  تم الجدول الزمني الأول للفيلم في 4 نوفمبر في استوديوهات محبوب في مومباي .  قدم سلمان خان إرشادات جديدة للممثلين وأفراد الطاقم ليتم اتباعها في المجموعات والتي كان الهدف منها التركيز على الحفاظ على الانضباط في المجموعات والحفاظ على نظام الأصدقاء لمساعدة القادمين الجدد أو الصغار.  
تم الجدول الثاني للفيلم في 21 يناير 2020 في غوا ،   حيث تم تصوير عدد قليل من مشاهد المطاردة التي يظهر فيها خان وهودا.  بالنسبة للقطة الذروة، أنفق صانعو الفيلم 7.5 كرور روبية هندية على التأثيرات المرئية.  كان من المفترض أن ينتهي تصوير الفيلم بحلول 21 فبراير 2020،  لكن صناع الفيلم خططوا لجدول زمني آخر في تايلاند ، والذي تم إلغاؤه بعد ذلك بسبب تفشي كوفيد-19.  أفيد أن سلمان خان كان يعمل على مرحلة ما بعد الإنتاج للفيلم في مزرعته،  لكن مدير خان ادعى أنه لا توجد خطط لمرحلة ما بعد الإنتاج حيث تم إيقاف جميع أعمال الإنتاج وفقًا لتوجيهات الحكومة.  
تم استئناف تصوير الفيلم في 4 أكتوبر 2020، حيث تم تصوير عدد قليل من المشاهد المرقعة وأغنية تضم سلمان خان وباتاني.  

## العرض الأول
كان العرض الخاص بفيلم رادهي إصدار سينمائي محدود في 13 مايو 2021 في الهند.  في 21 أبريل 2021، أعلن خان أيضًا أن الفيلم سيُطرح في جميع دور العرض ،  وبطريقة الدفع مقابل المشاهدة والبث الرقمي من خلال زي فايف.  أصبح أول فيلم هندي يحصل على إصدار مختلط،  حيث تم إغلاق المسارح في مومباي ودلهي .  وقد رحب محللو تجارة الأفلام والعارضون بهذه الخطوة باعتبارها "نقطة تحول" محتملة لاقتصاد السينما الهندية خلال الوباء.   بدأت الحجوزات المتقدمة للفيلم في مناطق الشرق الأوسط ( الإمارات العربية المتحدة ، قطر ، عمان ، الكويت ، المملكة العربية السعودية والبحرين ) في 29 أبريل 2021، قبل أسبوعين من الموعد المحدد للإصدار. 
واعتذر سلمان خان، في اتصال عبر الفيديو، لأصحاب دور العرض عن سوء تجميع الفيلم بسبب العرض المسرحي المحدود .   كما أكد خان على خطط إعادة العرض المسرحي عندما ينحسر الوباء.  
كشفت زي بليكس عن السعر المبدئي للفيلم بـ 249 روبية هندية لكل مشاهدة في أواخر أبريل 2021،  مما يسمح للمستخدمين بمشاهدة الفيلم من خلال البث الرقمي وكذلك في خدمات تلفاز الفضائي الرائدة.   اما على المستوى الدولي، أصبح الفيلم متاحًا للتأجير والبث على أبل تي في . 

## الاستقبال

### شباك التذاكر
حقق الفيلم أكثر من 18.33 كرور روبية هندية (3٫0 مليون دولار أمريكي) . كان هذا إصدارًا ثانيًا محدودًا بعد استقبال ناجح كإصدار منصات البث الافلام على الانترنت على زي فايف وحصد أكثر من 14 مليون مشاهدة.

### استجابة حرجة
تلقى الفيلم آراء سلبية للغاية من النقاد والجمهور. على موقع روتن توميتوز ، حصل الفيلم على تقييم 9٪ بناءً على 11 مراجعة ومتوسط تقييم 1.6/10.  أعطى موقع IMDB الفيلم 1.9/10، وهو الفيلم الأقل تقييمًا لسلمان خان على الموقع. 

## وصلات خارجية
- مقالات تستعمل روابط فنية بلا صلة مع ويكي بيانات